# Poa rehmannii
Poa rehmannii là một loài thực vật có hoa trong họ Hòa thảo. Loài này được (Asch. & Graebn.) K.Richt. miêu tả khoa học đầu tiên năm 1890.